# NTT DoCoMo Yoyogi Building
NTT DoCoMo Yoyogi Building (NTTドコモ代々木ビル, Enutiti Dokomo Yoyogi Biru), é um arranha-céu, está localizado no bairro de Shibuya na Grande Área Metropolitana de Tóquio. O edifício NTT DoCoMo Yoyogi tem 240 metros (787 pés) de altura e 28 andares. Atualmente é o 161º arranha-céu mais alto do mundo, e o terceiro arranha-céu mais alto de Tokyo, depois do Tokyo Midtown e da Torre I do Tokyo Metropolitan Government Building. A construção foi concluída em setembro de 2000.

## Construção
O NTT DoCoMo Yoyogi Building abriga poucos escritórios, pois contém principalmente equipamento técnico (equipamentos de comutação, etc) para a empresa NTT DoCoMo do serviço de telefonia celular. A energia solar é utilizada na alimentação parcialmente do edifício. Apesar da sua altura, o edifício tem "apenas" 25 andares acima do solo. Na verdade, a metade superior do edifício está realmente vazia e funcina como uma antena gigante. 
Apesar do seu nome, o edifício não é usado como a sede da NTT DoCoMo (cuja sede está localizada nos andares do topo do Sanno Park Tower).

## Reciclagem
Um sistema de separação de lixo é empregado no escritório e contribui para reduzir o desperdício e aumentar a taxa de reciclagem. As águas residuais são recicladas para reutilização, e juntamente com a água da chuva é utilizado nos banheiros do edifício.

## Características
Na parte superior do edifício, há luzes coloridas que avisam para as pessoas se irá ou não chover.
O relógio no topo do edifício foi instalado em novembro de 2002, para comemorar o décimo aniversário da empresa. A NTT DoCoMo Yoyogi Building é a torre com relógio mais alta do mundo, a segunda torre com relógio mais alta é o Palácio da Cultura e da Ciência, em Varsóvia, na Polónia, que é 10 metros menor que a NTT DoCoMo Yoyogi Building.